# BYD Han
BYD Han – hybrydowy samochód osobowy klasy wyższej produkowany pod chińską marką BYD od 2020 roku.

## Historia i opis modelu

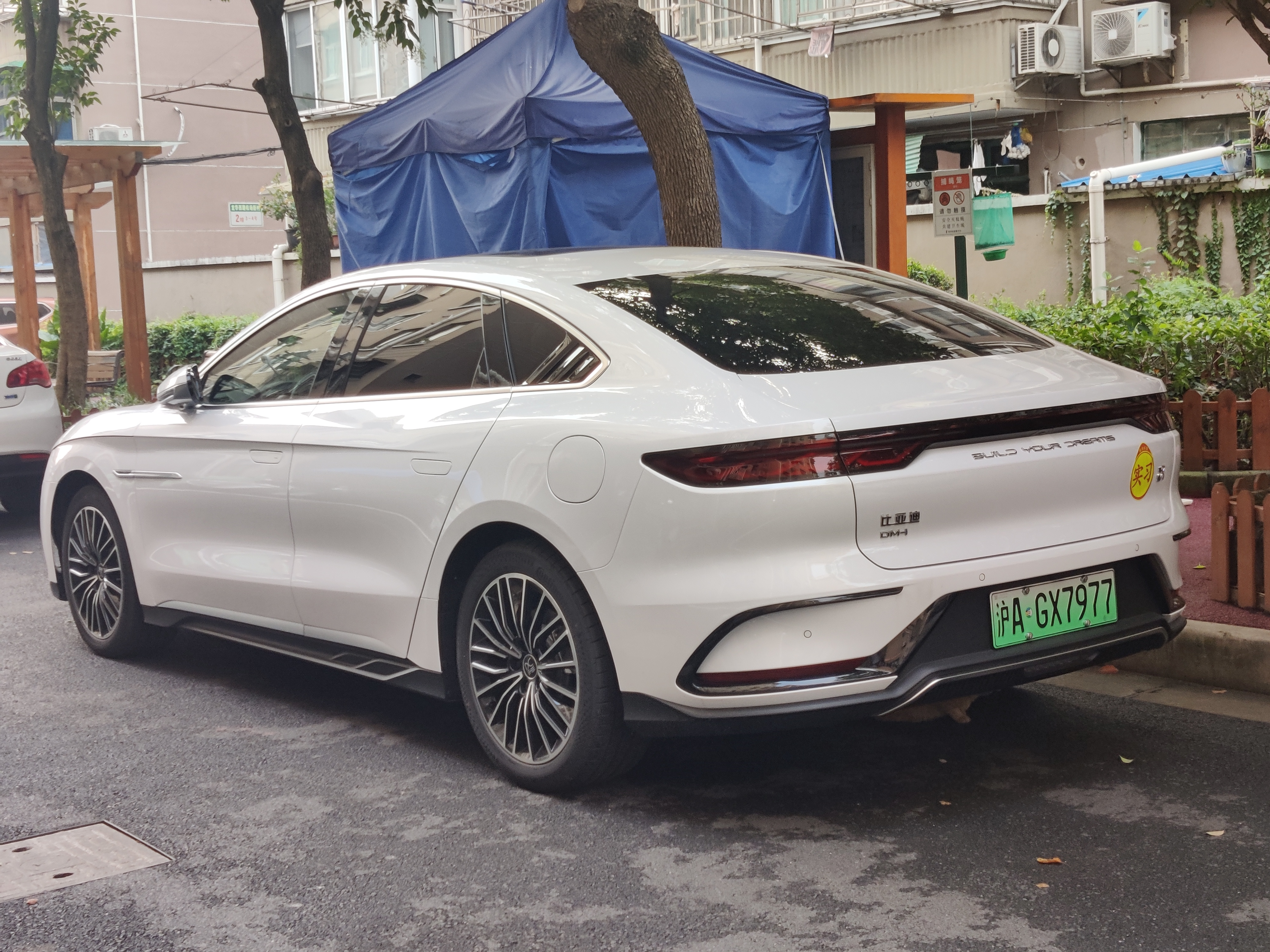
BYD Han DM-i - tył

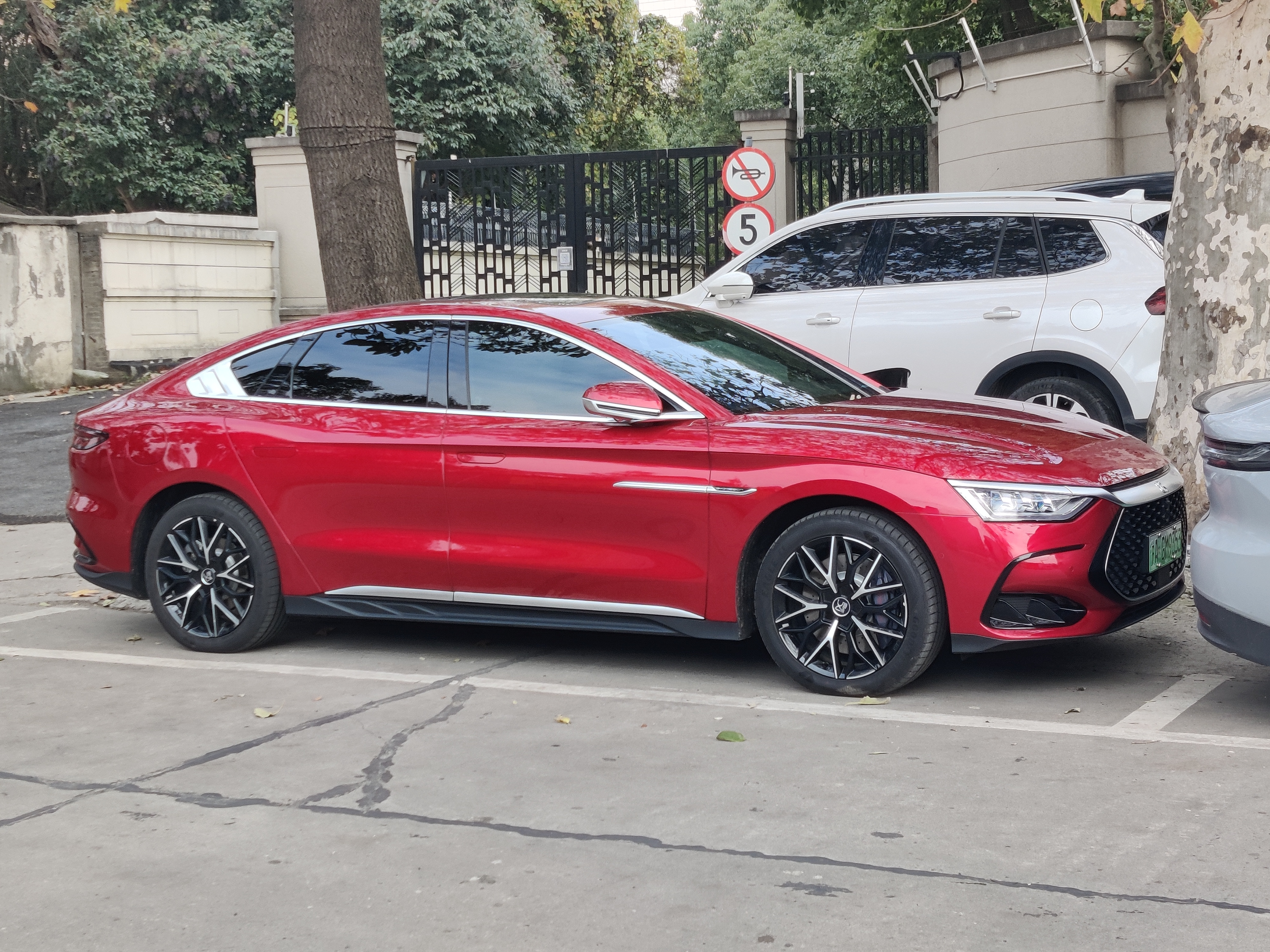
BYD Han DM-p

Sztandarowy model Han zadebiutował w styczniu 2020 roku jako duża, 4-drzwiowa limuzyna pełniąca jednocześnie funkcję flagowego modelu w ofercie chińskiego BYD-a. Zapowiedzią wyglądu pojazdu był prototyp BYD E-SEED GT przedstawiony rok wcześniej, w 2019 roku.
Pojazd otrzymał awangardową, smukłą stylizację nadwozia utrzymaną w języku stylistycznym Dragon Face autorstwa szefa zespołu projektowego BYD Auto, niemieckiego stylisty Wolfganga Eggera, zyskując liczne nawiązania do SUV-a Tang. Pas przedni w wariancie hybrydowym przyozdobił duży, trapezoidalny wlot powietrza i agresywnie stylizowane reflektory połączone chromowaną listwą, z kolei łagodnie opadającą linię dachu zwieńczył ścięty tył nawiązujący kształtem do samochodów typu fastback.
Projekt kabiny pasażerskiej zostały utrzymany został we wzornictwie i charakterystyce nawiązującej do samochodów luksusowych i konstrukcji droższych marek klasy premium. Zarówno deskę rozdzielczą, jak i boczki drzwi oraz tunel środkowy wykonano mieszanką lakierowanego drewna i skóry Nappa, jak i aluminium. Nawiewy zostały umieszczone w dolnej części konsoli centralnej, z kolei kokpit zdominował masywny, 15,6-calowy dotykowy wyświetlacz systemu multimedialnego.

### Dane techniczne
Podstawowy wariant BYD-a Han jest samochodem hybrydowym, ze spalinowo-elektrycznym napędem umożliwiającym ładowanie baterii z gniazdka. Czterocylindrowy, 2-litrowy turbodoładowany silnik benzynowy o mocy 189 KM współpracuje z trzema silnikami elektrycznymi, łącznie rozwijając moc 476 KM. Zapewnienie odpowiedniej dynamiki umożliwia relatywnie niski współczynnik oporu powietrza równy 0,24. Zasięg w trybie pełni elektrycznym wynosi ok. 81 kilometrów.

### Han EV

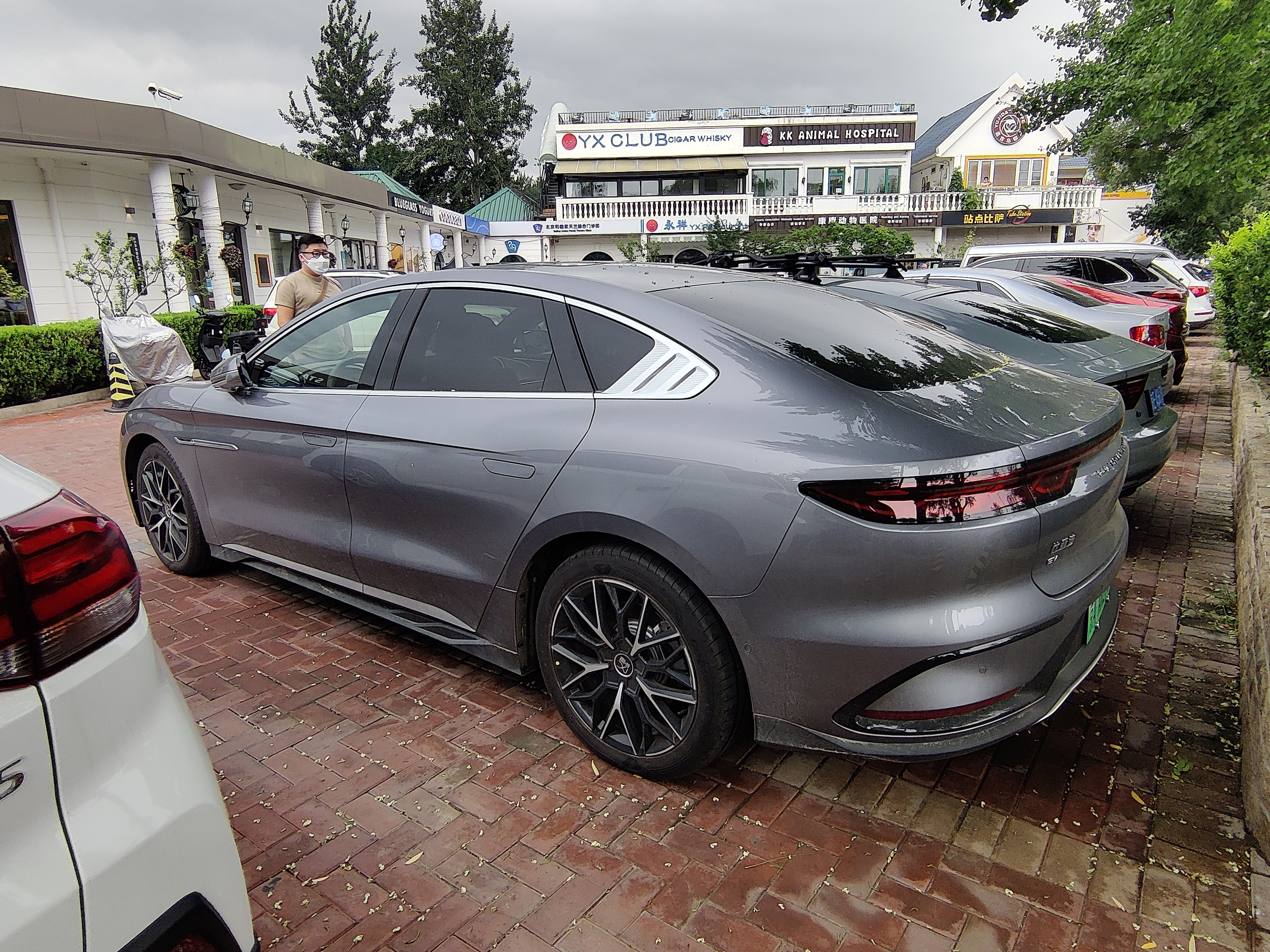
BYD Han EV - tył

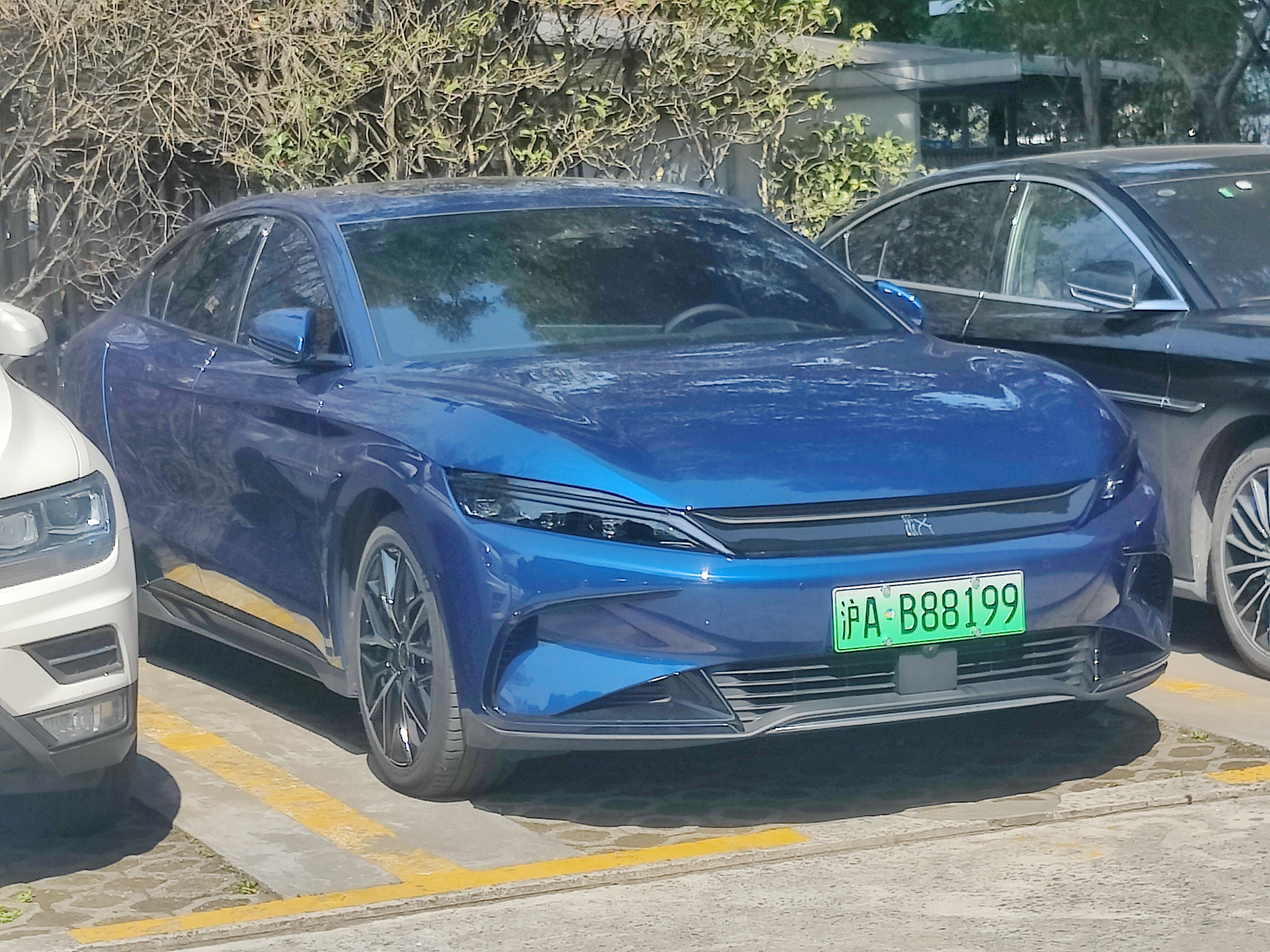
BYD Han EV po liftingu

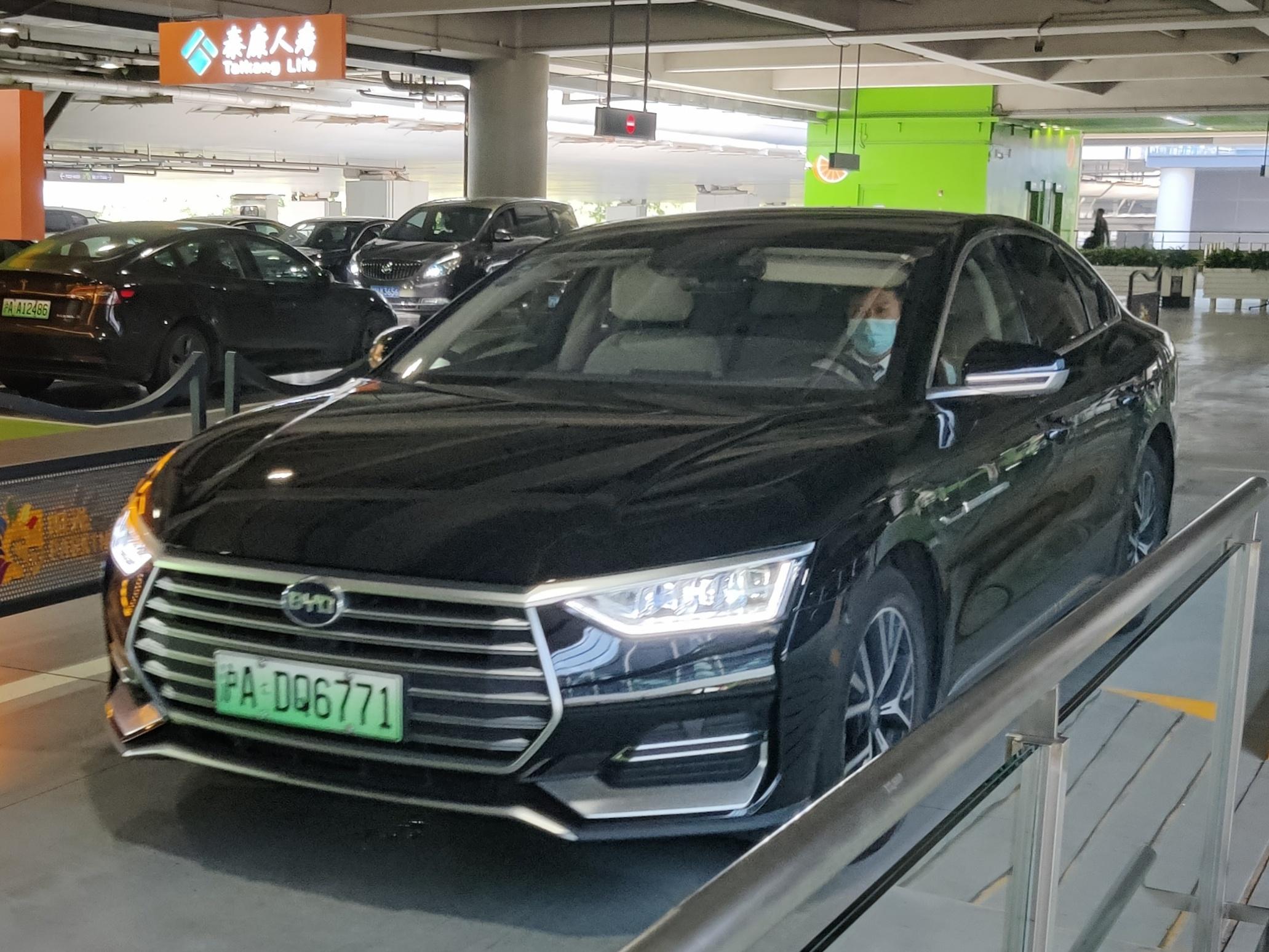
BYD e9

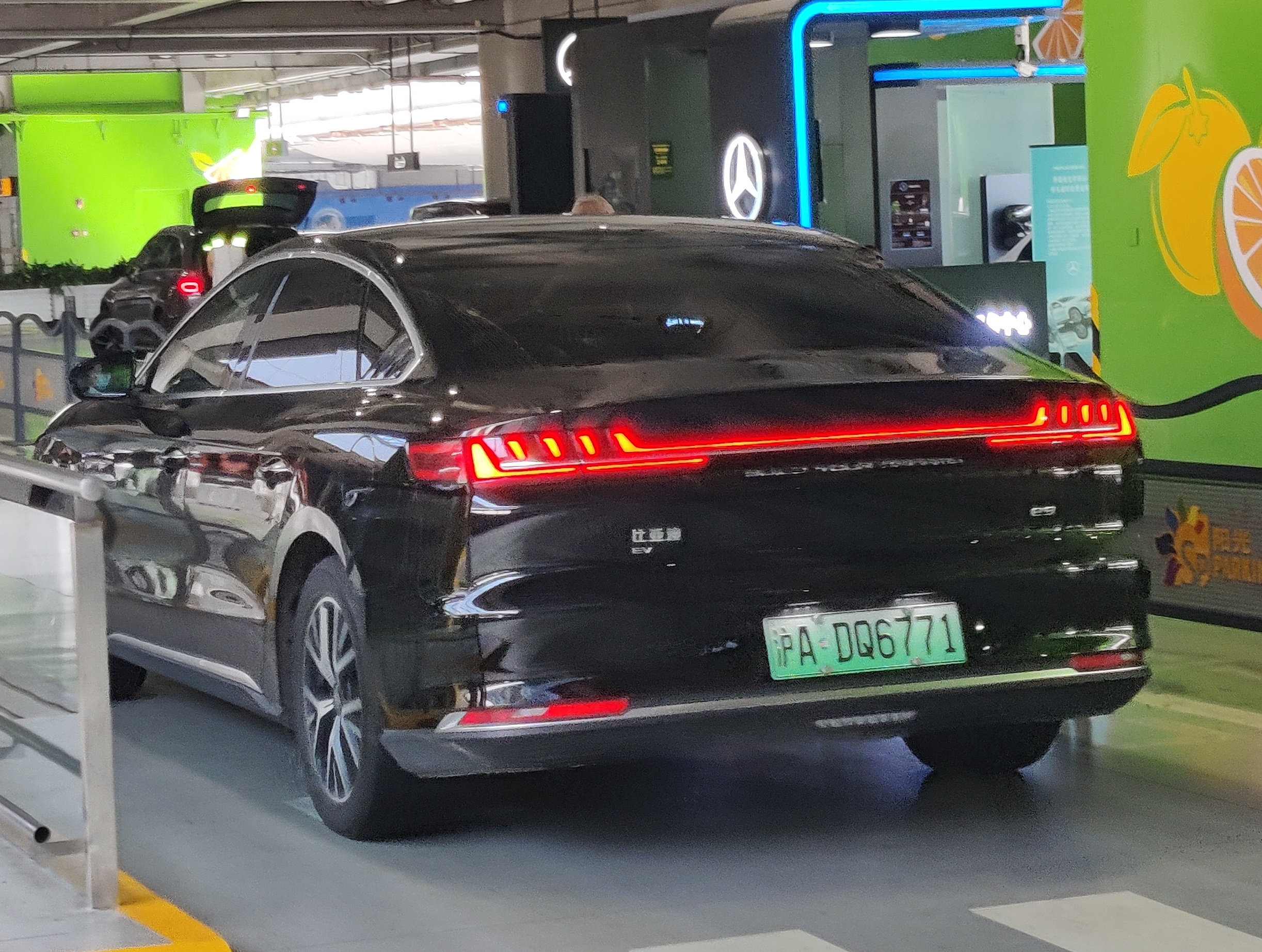
BYD e9 - tył

BYD Han EV został zaprezentowany po raz pierwszy w 2020 roku.
Równolegle ze spalinowo-elektrycznym Hanem, BYD zaprezentował także w pełni elektryczny wariant Han EV stanowiący odpowiedź na podobnej wielkości sztandarowe pojazdy elektryczne na czele z Teslą Model S.
Pod kątem wizualnym BYD Han EV zyskał unikalny wygląd przedniej części nadwozia, ze smuklejszymi reflektorami obejmującymi większą powierzchnię pasa przedniego oraz większą chromowaną listwą pomiędzy oświetleniem. Zrezygnowano też z dużego wlotu powietrza na rzecz panelu w kolorze nadwozia i miejscem na tablicę rejestracyjną. Nieznaczne zmiany wprowadzono też w wyglądzie tylnego zderzaka, gdzie znalazł się dyfuzor.
Pojazd wyposażono w zintegrowany układ hamulcowy opracowany przez firmę Bosch, który ma zapewniać mu rekordowo niską drogę hamowania - jadąc 100 km/h, pojazd ma zatrzymać się po 32,8 metra od mocnego wciśnięcia pedału hamulca.

### Lifting
W połowie 2022 roku BYD Han w wersji elektrycznej przeszedł modernizację, która przyniosła głównie przeprojektowany układ przedniego i tylnego zderzaka oraz opcjonalne, czarne malowanie chromowanej listwy pomiędzy reflektorami. Producent wyposażył pojazd także w zaktualizowany system półautonomicznej jazdy DiPilot, z kolei układ elektryczny wzbogaciła nowa generacja baterii litowo-żelazowo-fosforanowej o większej pojemności 76,9 kWh i ok. 550 kilometrów zasięgu na jednym ładowaniu według chińskiej normy NEDC.

### e9
W lutym 2021 zadebiutował BYD e9. Elektryczny wariant BYD-a Hana posłużył jako baza dla znacznie tańszej alternatywy przeznaczonej głównie do nabywców flotowych, zasilając serię "E". Samochód wyróżnił się pasem przednim bliższym odmianie hybrydowej, z charakterystyczną duża chromowaną imitacją wlotu powietrza i przeprojektowanym zderzakiem. Do napędu wykorzystano 222-konny silnik elektryczny przenoszący moc na przednią oś, rozwijając 330 Nm maksymalnego momentu obrotowego. Bateria o pojemności 64,8 kWh pozwala na przejechanie na jednym ładowaniu ok. 506 kilometrów. Samochód zniknął z rynku jeszcze tego samego roku.

### Sprzedaż
Równolegle z hybrydowym Hanem, BYD Han EV trafił do sprzedaży na rodzimym rynku chińskim w lipcu 2020 roku. W przeciwieństwie do niego, elektryczny sedan powstał z myślą także o globalnych rynkach eksportowych. W kwietniu 2020 roku BYD oficjalnie potwierdził plany wprowadzenia pojazdu do sprzedaży w Europie, poczynając swój rozwój tutejszych operacji od największego rynku dla nowych samochodów elektrycznych, Norwegii. W sierpniu 2020 roku odbyła się prezentacja pojazdu w niemieckim Stuttgarcie. W lutym 2021 roku BYD ogłosił, że Han EV trafi do sprzedaży także na rynku australijskim, będąc elementem zaplanowanego debiutu na tym rynku chińskiej firmy z początkiem 2022 roku. W lutym 2023 Han EV trafił nie tylko do sprzedaży, ale i lokalnej produkcji w nowych zakładach BYD Auto w Uzbekistanie.

### Dane techniczne
BYD Han EV jako pierwszy pojazd chińskiej marki został wyposażony w Blade Battery, w której ogniwa w akumulatorze ułożone są szeregu, zwiększając przez to wykorzystanie przestrzeni o ponad 50% w porównaniu do konwencjonalnych baterii. Bateria o pojenmności 65 kWh pozwala na zasięg na jednym ładowaniu do ok. 506 kilometrów według chińskiej procedury pomiarowej NEDC. 100 km/h BYD Han EV osiąga w 3,9 sekundy, z kolei napęd różni się w zależności od wersji wyposażeniowej - podstawowa ma napędzaną oś tylną, a topowa odmiana ma obie.